# Granica austriacko-słoweńska
Granica austriacko-słoweńska – granica międzypaństwowa pomiędzy Austrią i Słowenią na odcinku 330 kilometrów.

## Opis
Początek granicy znajduje się w górach Karawanki, w miejscu styku granic Włoch, Austrii i Słowenii, na zachód od przełęczy Korensko sedlo (niem. Wurzenpass) – 1073 m n.p.m. Następnie biegnie w kierunku wschodnim grzbietami gór Karawanki, m.in. przez Kepa (niem. Mittagskogel) – 2143 m n.p.m., Stol – 2238 m n.p.m., przełęcz Ljubelj (niem. Loiblpass) – 1368 m n.p.m., Košutnikov turen (niem. Koschutnik Turm) – 2134 m n.p.m., Jezerski vrh – 1215 m n.p.m., Velika glava – 2126 m n.p.m. i dochodzi do rzeki Drawa (Vič, na zachód od Dravogradu). Następnie przez przełęcz Radelj (niem. Radlpass) – 670 m n.p.m., przez pasmo Kozjak i dochodzi do rzeki Mura (Šentilj), by na wschód od miejscowości Gornja Radgona przyjąć kierunek północny. Na północny wschód od miejscowości Kuzma dociera do styku granic Austrii, Słowenii i Węgier.

## Historia
Granica powstała w 1991 roku po proklamowaniu niepodległości przez Słowenię. W latach 1929–1938 i 1947–1991 była to granica austriacko-jugosłowiańska, o identycznym przebiegu. W latach 1920–1929 była to granica Królestwa SHS z Austrią, zaś w latach 1938–1941 granica Jugosławii z III Rzeszą.